# Rathaus (Wiązów)

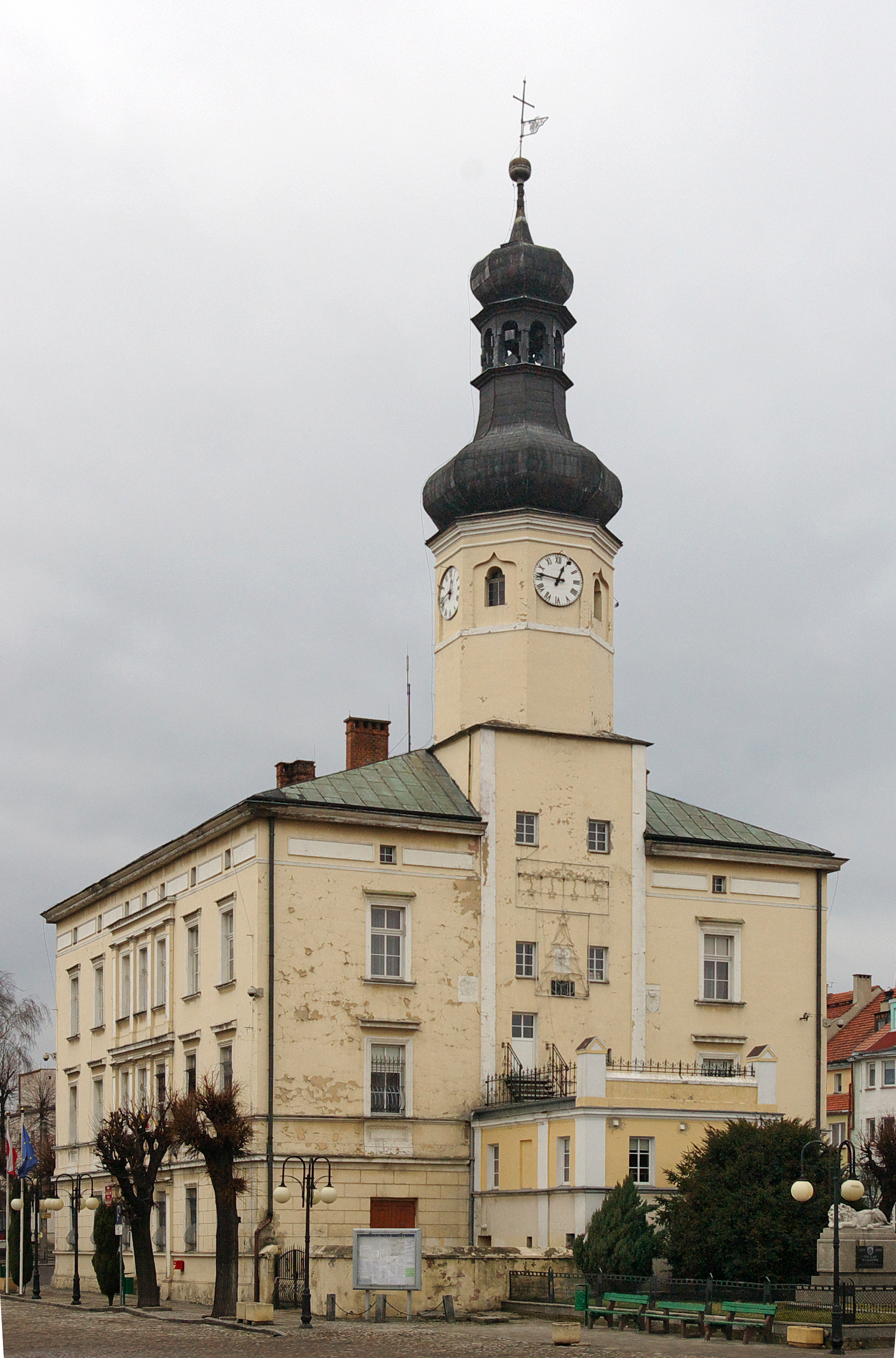
Rathaus Ostfassade mit Rathausturm

Das Rathaus im schlesischen Wiązów (deutsch Wansen) steht am Ring, dem Wansener Marktplatz.

## Geschichte

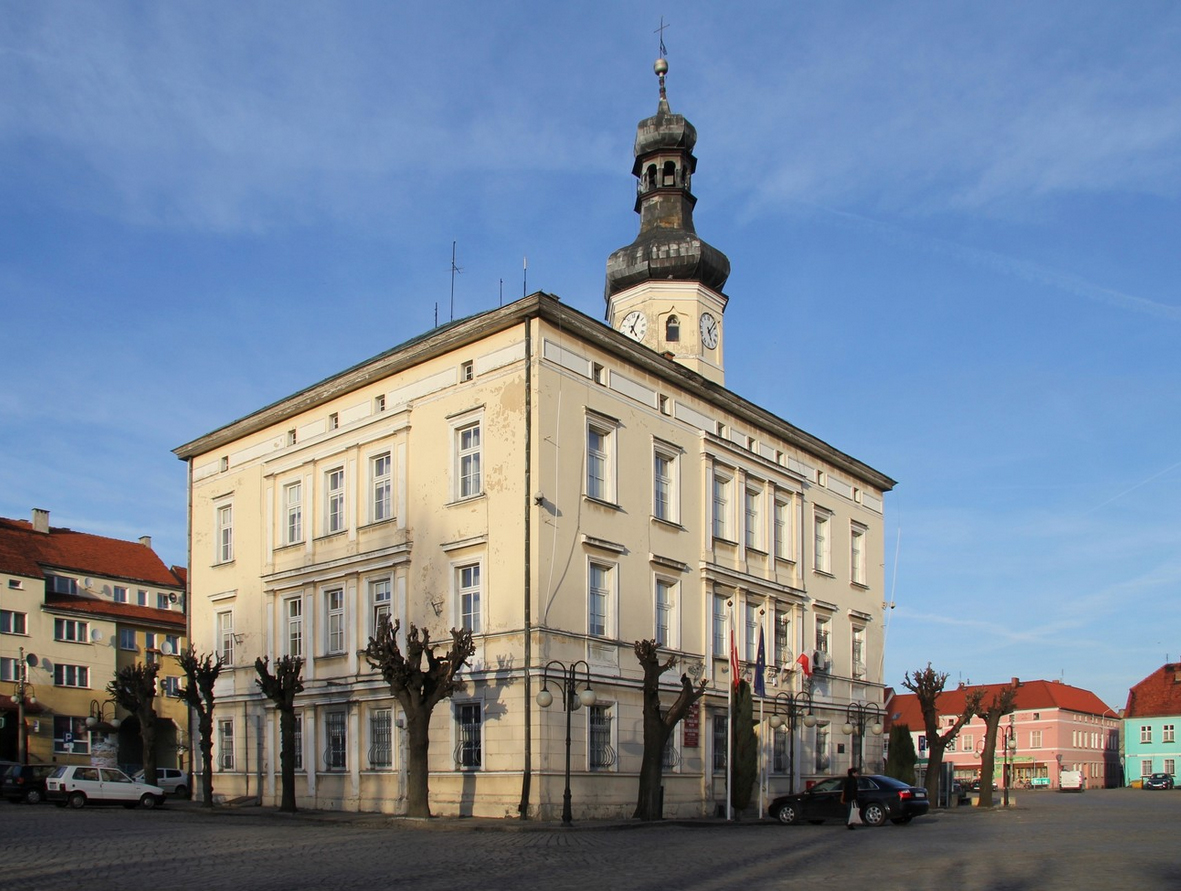
Süd- und Westfassade

Ein erster Rathausbau entstand nach Gründung der Stadt im Jahr 1252. Ein hölzerner Rathausbau wurde 1285 erstmals erwähnt. Zwischen 1574 und 1585 erfolgte der Bau eines steinernen Baus im Stil der Renaissance. Während des Dreißigjährigen Kriegs wurde das Rathaus 1633 zerstört und zwischen 1665 und 1668 wieder aufgebaut. Während Umbau- und Modernisierungsarbeiten in den Jahren 1871 und 1872 erhielt das Gebäude ein zusätzliches Geschoss und wurde im Stil des Spätklassizismus umgestaltet.
Seit 1966 steht der Rathausturm unter Denkmalschutz.

## Architektur
Das dreigeschossige Rathausgebäude steht auf einem rechteckigen Grundriss. Der Bau wurde Mitte des 19. Jahrhunderts im Stil des Spätklassizismus umgestaltet. An der Ostseite besitzt der Ba drei Wappenkartuschen mit Wappen aus dem Jahr 1616. Die Innenräume wurden im 20. Jahrhundert umgestaltet.
Der Rathausturm liegt an der Ostseite und ist in den Baukörper integriert. Der Turm mit quadratischem Grundriss besitzt einen oktogonalen Aufsatz mit einer Zwiebelhaube und Laterne.